# Pony Express (Россия)
PONY EXPRESS — группа компаний, один из крупнейших в странах бывшего СССР универсальных логистических операторов. География присутствия охватывает Россию, Казахстан, Украину, Беларусь, Латвию, Литву, Эстонию, Армению, Грузию, Азербайджан, Кыргызстан, Молдову, Узбекистан, Таджикистан, Туркменистан и Турцию. Группа компаний оказывает услуги экспресс-доставки, визовые услуги, складской логистики, а также комплекс услуг в качестве 3PL-оператора.

## История
История компании отсчитывается с 1992 года, когда было зарегистрировано акционерное общество «Фрейт Линк», в том же году приобретшее право на использование торговой марки PONY EXPRESS (американская почтовая служба Pony Express существовала в период с 1860 по 1861 год).
Вскоре компания стала одним из ведущих операторов на российском рынке экспресс-доставки, предоставляя услуги по доставке документов, пакетов и грузов по принципу от «двери до двери».
В 1994 году было открыто представительство PONY EXPRESS в Казахстане, через год — на Украине.
В 2002 году ООО «Базовый элемент» приобрело контроль над тремя российскими компаниями экспресс-доставки: PONY EXPRESS, Эльф-91 и RUSCO. В 2004 году мощности трёх компаний были консолидированны в рамках группы компаний PONY EXPRESS — ставшей таким образом крупнейшим российским оператором экспресс-доставки.
В 2007 году компания вышла на рынок Армении.
В 2012 году PONY EXPRESS стала лауреатом премии «Компания года 2012» в категории логистика и грузоперевозки.
В начале декабря 2014 года группа объявила об изменении стратегии и планах стать универсальным логистическим оператором. Кроме экспресс-доставки и визовых услуг, планируется развитие услуг складского хранения, обработки, управления запасами, маршрутизации и экспедирования. В 2015 году компания намеревается открыть пять логистических хабов для децентрализации поставок — в Санкт-Петербурге, Ростове-на-Дону, Казани, Екатеринбурге и Новосибирске. Сумма инвестиций в реализацию новой стратегии в течение пяти лет оценивается в 1 млрд рублей.
В 2015 году группа компаний вышла на рынок Республики Беларусь, начав с предоставления визовых услуг и открыв офисы в Минске и Витебске. В дальнейшем планируется организация экспресс-доставки внутри республики и осуществление международной доставки.
В 2016 году компания открыла логистический терминал во Владивостоке.
В 2017 году компания вышла на рынки Кыргызстана, Азербайджана, Молдовы, Латвии. Открыт логистический терминал в Риге.
По состоянию на 2018 год, среди владельцев и акционеров АО «ФРЕЙТ ЛИНК» холдинг «Базовый Элемент» не значится
В 2018 году ежегодный объём отправлений, обслуживаемых PONY EXPRESS превысил отметку в 11 000 000.
В 2024 году компания PONY EXPRESS официально вышла на рынок Индии

## Руководство
Генеральным директором компании с января 2025 года является Тимофеев Александр Сергеевич.

## Деятельность
PONY EXPRESS осуществляет полный комплекс услуг по обработке и доставке почтовых и грузовых отправлений, услуги ответственного хранения и складской обработки, предоставляет специализированные отраслевые решения и услуги визового сервиса.
География присутствия охватывает Армению, Азербайджан, Беларусь, Грузию, Казахстан, Кыргызстан, Молдову, Россию, Таиланд, Турцию, Узбекистан и Индию. В состав группы компаний в России входит 60 филиалов и более 126 представительств.
Соответствие деятельности компании международному уровню качества подтверждено сертификатом стандарта ISO 9001:2008.
Ключевыми направлениями деятельности группы компаний PONY EXPRESS являются:
Экспресс-доставка
Комплекс услуг по доставке почтовых и грузовых отправлений по принципу от «двери до двери». PONY EXPRESS имеет лицензию на предоставление услуг почтовой связи.
Трансграничная доставка
Услуги трансграничной доставки корреспонденции и грузов, в том числе услуги по таможенному оформлению трансграничных грузов. Компания имеет свидетельство о включении в реестр таможенных представителей.
Third Party Logistics (3PL)
Комплекс услуг по организации и управлению перевозками, учёту и управлению запасами, подготовке товарно-сопроводительной документации, складскому хранению паллетированных и негабаритных грузов, складской обработке, в том числе комплектации заказов любой сложности и доставке конечному потребителю.
Главный логистический терминал PONY EXPRESS расположен в селе Булатниково Ленинского района Московской области. Общая площадь терминала — около 20 тысяч м².
Отраслевые решения
Компания предоставляет кастомизированные отраслевые решения для интернет-магазинов, FMCG, ретейла, медицинских и фармацевтических компаний, компаний телекоммуникационной отрасли, страхового и банковского бизнеса.
Full Track Load (FTL) и Less Than Full Truck Load (LTL)
Услуги по внутригородской, региональной и международной доставке включают в себя Full Truck Load (доставку полными фурами) и Less Than Full Truck Load (доставку фурами со сборными грузами), маршрутизацию и экспедирование.
Визовый сервис
Услуги по доставке виз США, Китая, Японии, Сингапура, Латвии.
Услуга не предоставляется с 2024 года.